# Sauvages (film, 1972)
Pour les articles homonymes, voir Sauvages.
Pour plus de détails, voir Fiche technique et Distribution.
Sauvages (Savages) est un film de 1972 réalisé par James Ivory et présenté à la Quinzaine des réalisateurs du 25e Festival de Cannes.

## Synopsis
Une tribu d'« hommes de boue » mène une vie primitive dans la forêt jusqu'à ce qu'elle soit interrompue lors d'un rituel, par le contact occasionnel avec un objet étranger, une balle de croquet. La tribu se dirige dans la direction d'où  vient la balle, croise une voiture, puis parvient dans une élégante résidence.
En entrant dans la villa abandonnée, les « sauvages » se transforment en un groupe de membres raffinés de la haute société américaine des années 1920-1930, engagés dans une fête sans fin, entre conversations, mondanités, repas, danses et divertissements.
Lorsque, lors d'une partie de croquet, la balle est envoyée parmi les arbres de la forêt avoisinante, tous, les uns après les autres la suivent et reviennent à l'état initial d'« hommes de la boue ».

## Fiche technique
- Titre original : Savages
- Titre francophone : Sauvages
- Réalisateur : James Ivory
- Scénario : George Swift Trow et Michael O'Donoghue
- Pays de production :  États-Unis
- Métrage : 106 minutes
- Photographie : Walter Lassally
- Musique : Joe Raposo
- Sortie :
  -  États-Unis : 27 juin 1972
  -  France : 21 juin 1973

## Distribution
- Louis Stadlen : Julian Branch
- Anne Francine : Carlotta
- Thayer David : Otto Nürder
- Susan Blakely : Cecily
- Russ Thacker : Andrew
- Salome Jens : Emily Denning
- Margaret Brewster : Lady Cora
- Neil Fitzgerald : Sir Harry
- Eva Saleh : la tante
- Ultra Violet : Iliona
- Asha Puthli : la fille de la forêt
- Martin Kove : Archie
- Kathleen Widdoes : Leslie
- Christopher Pennock : Hester
- Sam Waterston : James
- Paulita Sedgwick : Penelope

## Distinctions
Le film a été présenté à la Quinzaine des réalisateurs, en sélection parallèle du festival de Cannes 1972.